# Americký jezdecký kůň
Americký jezdecký kůň, neboli Saddlebred je jezdecký kůň, jehož název vychází z předka Kentucky Saddler - v americké angličtině „saddler", znamená „jezdecký kůň", a „bred", což překládáme jako „šlechtěný".

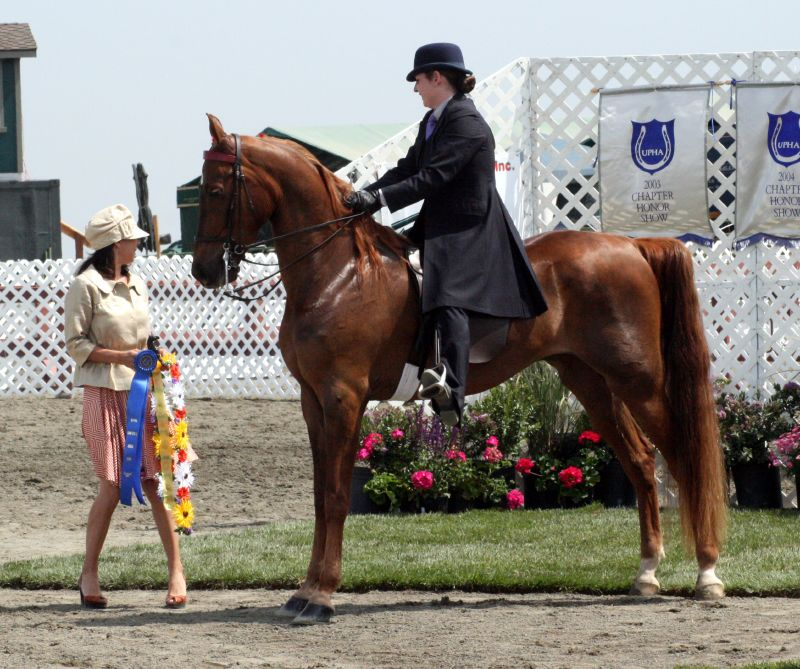
Saddlebred

Plemeno pochází ze státu Kentucky, kde vzniklo v 19. století, když osadníci křížili plemena, aby vyšlechtili všestranně využitelného koně. Kanadský mimochodník, který se později dostal do Spojených států amerických, a narrangasettský mimochodník jsou dvě hlavní plemena, ze kterých Saddlebred vzešel, později se přidali i morgan, hackney a anglický plnokrevník.

## Popis
Má specifický postoj - celé tělo je nakloněno dopředu a zadní nohy zůstávají daleko za tělem.
Má malou hlavu posazenou na dlouhém svalnatém krku, krátký hřbet a dlouhé štíhlé nohy, a proto je saddlebred vyhlášený pružným a příjemným chodem, také vysoko nasazený ocas, který se často podřezává, aby byl nesen ještě výš. Toto „zkrášlování" je v Evropě zakázáno, protože je považováno za poškození a týrání koně.
Kopyta se často u přehlídkových koní nechávají přerůst, poté jsou okována speciálními těžkými podkovami, které nutí koně do vysokého chodu.
Barva srsti bývá spíše ryzá, ale mohou však být i jiné barvy (např. hnědák, bělouš, vraník, palomino a plavák). Kůň bývá v kohoutku vysoký 153 – 160 cm.

## Využití
Saddlebred je typické přehlídkové plemeno, využívá se v zápřahu, parkurech, armádě, dálkových jízdách, drezuře i honech, také k obyčejnému rekreačnímu ježdění.

## Charakteristika
Povahou to jsou koně citliví, ochotní, učenliví a houževnatí. Na druhou stranu jsou temperamentní, energičtí a vytrvalí.
V jezdeckém sportu, na přehlídkách, či v armádě procházejí velmi náročným speciálním výcvikem, a proto při předvádění chodů mohou působit až nepřirozeně. I když jsou na tyto koně kladeny vysoké nároky, patří mezi poměrně poddajná, snášenlivá a klidná plemena.